# مارك مكوسكر
مارك مكوسكر (بالإنجليزية: Marc McCusker)‏ هو لاعب كرة قدم بريطاني في مركز الهجوم، ولد في 29 يوليو 1989 في روثرجلين ‏ في المملكة المتحدة. لعب مع كوين أوف ساوث ونادي ألبيون روفرز ونادي دمبرتون ونادي كلايد وهارت أوف ميدلوثيان.

## وصلات خارجية
- مارك مكوسكر على موقع قاعدة بيانات كرة القدم.إي يو (الإنجليزية)
- مارك مكوسكر على موقع Soccerbase.com (لاعب) (الإنجليزية)